# Луи-Филип II Орлеански
Луи-Филип-Жозеф Орлеански, херцог на Орлеан (на френски: Louis Philippe Joseph d'Orléans, duc d'Orléans; * 13 април 1747, Сен Клу, Франция; † 6 ноември 1793, Париж, Първа френска република), е френски принц – представител на орлеанския клон на управляващата френска династия на Бурбоните и баща на френския крал Луи-Филип.
Отличава се с либералните си възгледи за промяна на френския социално-политически модел, поради което взима и активно участие в борбата срещу Стария режим по време на революцията от 1789 г. Тогава той се отказва от аристократичната си титла и става известен като Филип Егалите.
Въпреки че Филип Орлеански взима участие в съдебния процес срещу братовчед си Луи XVI и гласува за смъртната му присъда, той самият също става жертва на революцията – арестуван е и е гилотиниран по време на якобинския терор.

## Произход
Луи-Филип е син на Луи-Филип I Орлеански и Луиза-Анриет дьо Бурбон-Конти. Както по майчина, така и по бащина линия Луи-Филип, наричан само Филип, се пада праправнук на крал Луи XIV чрез дъщеря му Франсоас. Освен това обаче Филип е и прапраправнук по непрекъсната мъжка линия на крал Луи XIII чрез втория му син Филип I Орлеански, поради което Филип е сред кръвните принцове на Франция, чиито имена фигурират в линията на унаследяване на френската корона. Поради тази причина след падането на Бурбонската династия след юлската революция от 1830, короната преминава в ръцете на най-големия му син – Луи-Филип.

## Фамилия
Женен е за Луиза-Мари-Аделаид дьо Бурбон. Двамата имат пет деца:
- Луи-Филип
- Луи-Антоан-Филип Орлеански
- Франсоас Орлеанска
- Луиза-Мари-Аделаид-Йожени Орлеанска
- Луи-Шарл-Алфонс-Леодгард Орлеански